# Zacharias Hübener
Zacharias Hübener († 1649 od. 1650 in Tönning) war ein deutscher Holz- und Steinbildhauer des Barock.

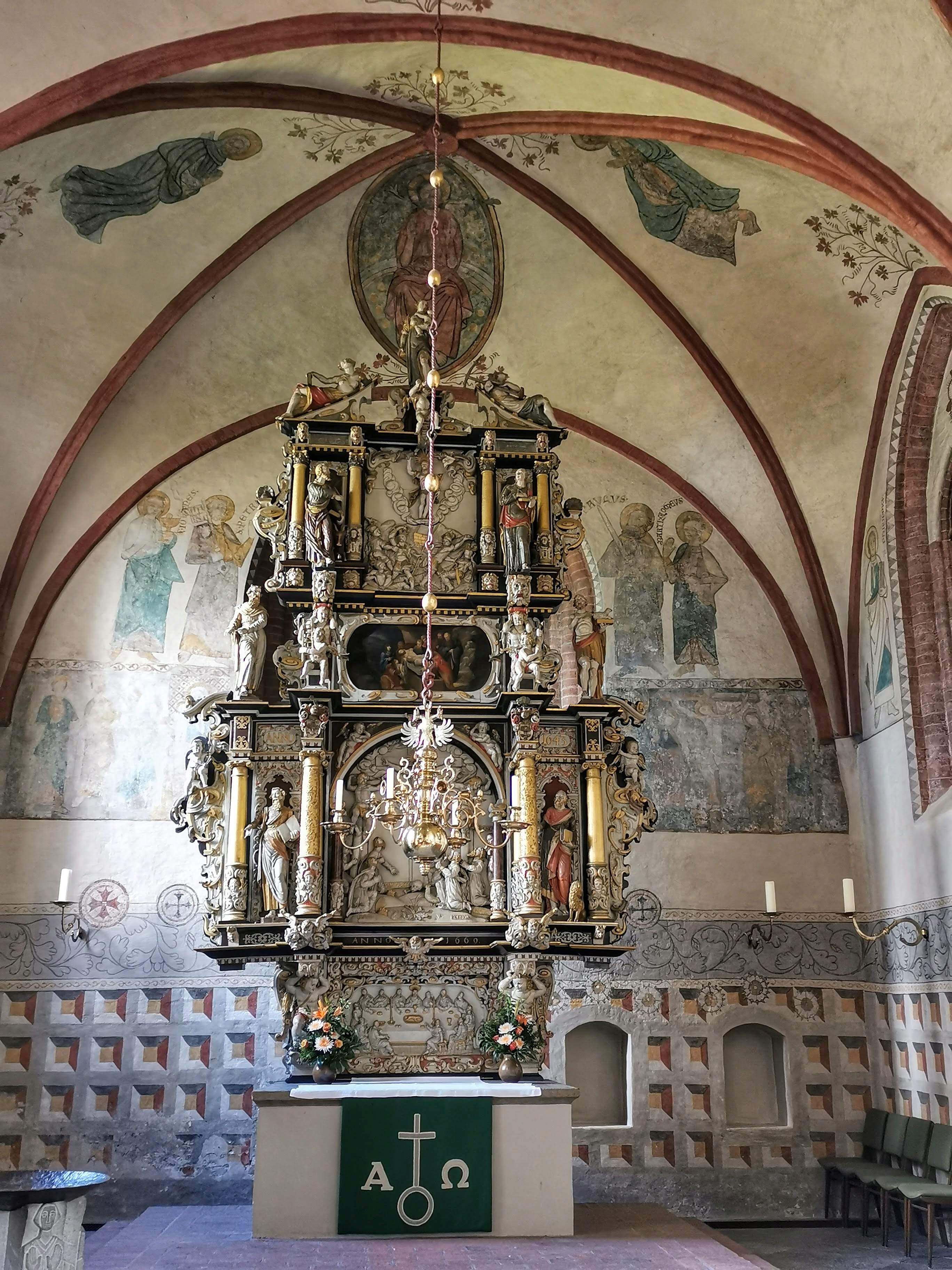
Altaraufsatz in der Stadtkirche Neustadt in Holstein

Dem Hamburger Meister Hübener wird eine Beteiligung am hölzernen Millerntor von 1623/27 zugeschrieben. Durch Herzog Friedrich III. von Schleswig-Holstein-Gottorf wurde er 1634/35 auf Schloss Gottorf verpflichtet, wo er im fürstlichen Lustgarten Neuwerk 20 steinerne Statuen und 10 Löwen herstellte. 1647/48 gestaltete er als letzte Arbeiten in Gottorf das Schleswig-Holstein-Gottorfer Wappen mit Postament sowie mehrere Brunnen.   
Sein Hauptwerk ist der barocke Altaraufsatz für den Schleswiger Dom, auf dem er auch sein Bildnis hinterließ. Er wurde 1643 im Dom aufgestellt, aber bereits 1666 an die Stadtkirche Neustadt in Holstein verkauft, da man in Schleswig den Bordesholmer Altar hatte erhalten können. Der Hübener-Altar steht noch heute in Neustadt. An der St.-Christophorus-Kirche in Friedrichstadt gestaltete er 1649 das ebenfalls erhaltene Süderportal mit Wappen.
Hübener starb verarmt aufgrund Ausbleibens des Lohnes aus Friedrichstadt Ende 1649 oder Anfang 1650 in Tönning, wo er am Schloss ebenfalls schlecht bezahlt tätig gewesen war.